# 新芝加哥 (印第安納州)
新芝加哥（英語：New Chicago）是一個位於美國印地安納州萊克縣的城鎮。

## 人口
根據2010年美國人口普查的數據，新芝加哥的面積為1.74平方千米，當中陸地面積為1.74平方千米，而水域面積為0.00平方千米。當地共有人口2,035人，而人口密度為每平方千米1,170人。